# Luis Garay
Luis Garay (Nonduermas, Murcia, 17 de septiembre de 1893 - Murcia, 1956) fue un pintor costumbrista de la región de Murcia.

## Infancia y juventud
Luis Garay nació en la pedanía murciana de Nonduermas el 17 de septiembre de 1893 en el seno de una familia humilde. Con muy corta edad su familia establece su residencia en una casilla de peones camineros de Blanca y, posteriormente, en Abarán, regresando a la pedanía murciana en 1905.
Desde pequeño demostró un gran interés por el dibujo. Con sólo 12 años y ya instalado en Murcia, trabaja como aprendiz en una tienda de ultramarinos de Juan Antonio Garrigós, donde conoce a Pedro Flores, que era cliente, y a Clemente Cantos que trabajaba en otra. En 1908 se matriculó en las clases de dibujo de la Sociedad Económica de Amigos del País, coincidiendo con los artistas Pedro Flores, Clemente Cantos, José Planes, Joaquín García y Almela, teniendo como maestros a Antonio Meseguer y José María Sanz.
Al cerrar la tienda y junto a Pedro Flores comenzó a trabajar en un taller litográfico y aprendió técnicas fotográficas participando en las tareas del retoque fotográfico. De este modo pudo dedicar mayor tiempo a la pintura.

## Su trabajo como pintor
Compartió un primer estudio con algunos amigos, pero fue más tarde, hacia 1915-1916, cuando encontraron un piso destartalado en un caserón antiguo de la calle Riquelme y allí montaron su estudio el grupo de artistas amigos que más tarde alcanzaron prestigio fuera de Murcia: José Planes, Clemente Cantos, Antonio Garrigós, Pedro Flores, Joaquín García, Victorio Nicolás, Almela Costa, etc. Empezaron a frecuentarlo Juan Guerrero y José Ballester y pronto se hicieron asiduos. Escribe Garay: “La amistad de estos dos finos escritores y excelentes amigos siempre fue muy provechosa a nuestra formación intelectual”.
A los 25 años concurre por primera vez al Salón de Otoño de Madrid. En 1922 ganó el primer premio con el cartel anunciador del carnaval de ese año en Murcia. 
Se casó en 1924 con Carlota Hernández y tuvo una hija. La familia del pintor es el título de uno de sus cuadros premiados.
En 1927 expuso en Barcelona con Pedro Flores y Ramón Gaya. En 1928 recibió, junto a Pedro Flores, una beca de la Diputación Provincial de Murcia para continuar su formación en París; también Ramón Gaya fue becado por el Ayuntamiento y los tres expusieron con éxito en la capital francesa, pero Garay regresó pronto a Murcia para no volver a salir. Participó en numerosas exposiciones, incluida una colectiva que en 1934-35 recorrió varias capitales europeas. Ilustró libros, como "Otoño en la ciudad", de José Ballester.
Fue nombrado profesor de Dibujo Artístico de la Escuela de Artes y Oficios de Murcia, desde que fue fundada hasta la Guerra Civil. Durante ésta se encargó de custodiar las obras de arte almacenadas en la Catedral de Murcia para su salvación. Había sido colaborador habitual del periódico Nuestra Lucha, había sido depurado, en 1940, por colaboración con el Gobierno de la República y separado de su puesto de profesor de la Escuela de Artes y Oficios. Rehabilitado en 1943, regresó a su puesto en la Escuela y ese mismo año obtuvo el premio Villacís, que otorgaba la Diputación Provincial. Siguió pintando, enseñando a pintar, diseñando carteles de fiestas y carrozas de la Batalla de Flores, y escribiendo ingeniosos retratos sobre sus más íntimos amigos, en los que mezclaba literatura y pintura. 
Su amigo José Ballester Nicolás, escritor, periodista y crítico de arte, que conoció su evolución artística desde su juventud, escribió sobre él:

Ha sido Garay otro de los pintores de médula y sensibilidad acrisolada. Era inteligente en su arte, no movido por inspiraciones ciegas. En el curiosísimo proceso de su evolución profesional empezó con el vuelo de una vanguardia desenfadada, excéntrica, y acabó remansándose con un sentido de moderación tradicional, sin prescindir de cierta clara comprensión abierta a todas las tendencias por avanzadas que fuesen. Tuvo, al margen, sus aficiones literarias, de las que ha quedado un libro muy murciano y muy interesante. Amó a su tierra tanto como para desdeñar el medro y la gloria que hubiera alcanzado cuando cayó con buen pie en París, prefiriendo una medianía que ni siquiera era dorada, pero que le permitió morir a la sombra de la Torre.

## Su faceta de escritor
Ya en su juventud mostró interés por el teatro llegando a trabajar de apuntador. Pero es tras la obtención del premio por su cartel sobre el carvaval murciano, cuando comenzó a colaborar en los periódicos El Liberal, La Verdad, Nuestra Lucha y en la revista Verso y Prosa. Posteriormente escribió una autobiografía publicada bajo el título “Una época de Murcia”, donde retrata el ambiente y a muchos personajes de su entorno. Poco antes de su fallecimiento en 1956 preparó un libro titulado Estampas murcianas: Ensayos Literarios, que con prólogo de Juan Torres Fontes retrataba lo cotidiano de la ciudad, aunque no pudo verlo editado.